# (4236) Лидов
(4236) Лидов (лат. Lidov) — типичный астероид главного пояса, открыт 23 марта 1979 года советским астрономом Николаем Черных в Крымской астрофизической обсерватории и 1 сентября 1993 года назван в честь советского и российского учёного в области прикладной небесной механики Михаила Лидова.

## Обнаружение и именование
(4236) Лидов
Открыт 23 марта 1979 года в Научном Н. С. Черных.
Назван в честь специалиста по небесной механике Института прикладной математики им. Келдыша Российской академии наук Михаила Львовича Лидова, известного своими работами в области астродинамики и астронавтики.
Оригинальный текст (англ.)4236 Lidov
Discovered 1979-03-23 by Chernykh, N. S. at Nauchnyj.
Named in honor of Mikhail L'vovich Lidov, celestial mechanician at the Keldysh Institute of Applied Mathematics of the Russian Academy of Sciences, known for his works in astrodynamics and astronautics.
Источники: DISCOVERY.DB; M.P.C. 22501.

## Орбита

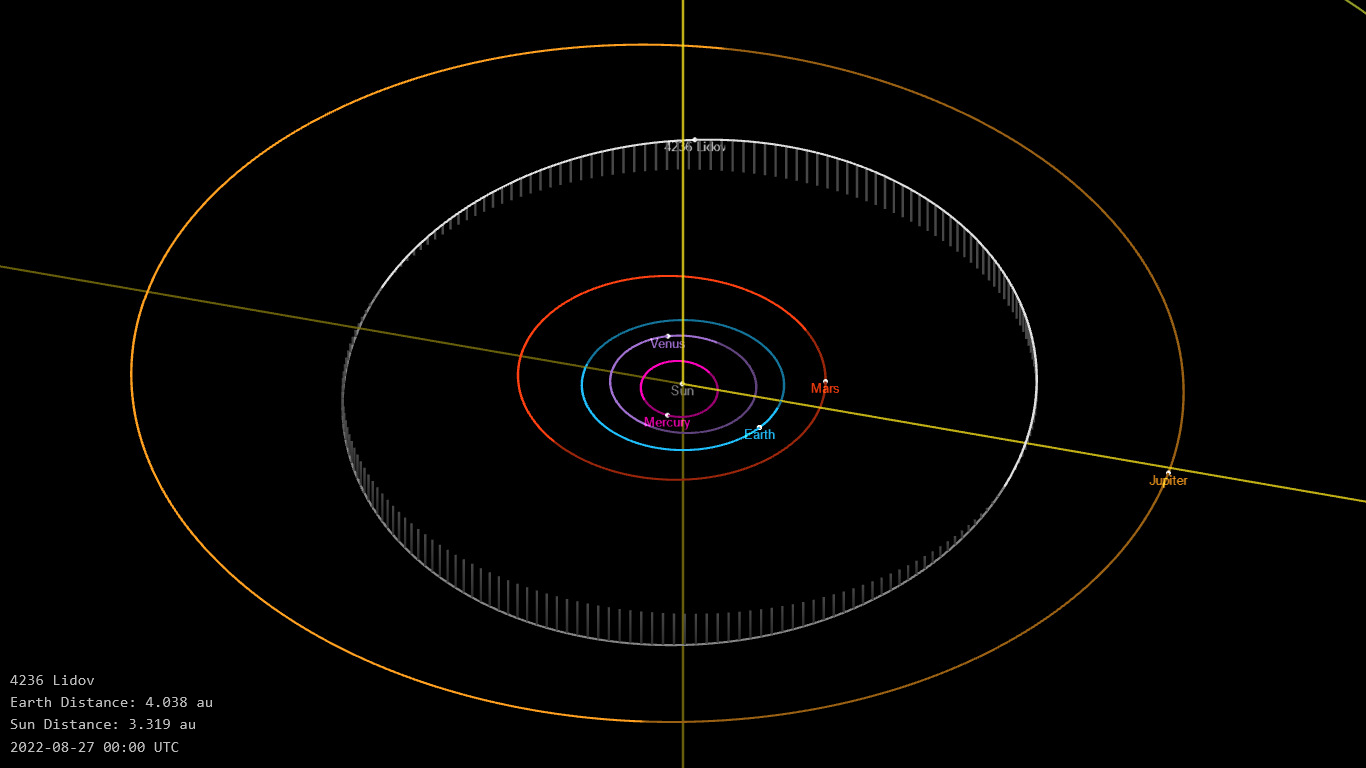
Орбита астероида Лидов и его положение в Солнечной системе

## Физические характеристики
Астероид относится к таксономическому классу C.
По результатам наблюдений в инфракрасном диапазоне орбитальной обсерватории IRAS и спутника Akari и наблюдений в видимом и ближнем инфракрасном диапазоне космического телескопа NEOWISE диаметр астероида сначала оценивался равным 32,71±2,1 км, позже — 35,556±0,179 км, 30,20±1,82 км и 32,880±0,191 км. Согласно тем же источникам альбедо оценивается как 0,0455±0,007, 0,04230,0088, 0,061±0,009 и 0,048±0,010.